# Karlsruher Sport-Club Mühlburg-Phönix 1991-1992
Questa voce raccoglie le informazioni riguardanti il Karlsruher Sport-Club Mühlburg-Phönix nelle competizioni ufficiali della stagione 1991-1992.

## Stagione
Nella stagione 1991-1992 il Karlsruhe, allenato da Winfried Schäfer, concluse il campionato di Bundesliga al 8º posto. In Coppa di Germania il Karlsruhe fu eliminato ai quarti di finale dall'Hannover 96.

## Rosa
| N. |                     | Ruolo | Calciatore        |
| -- | ------------------- | ----- | ----------------- |
| 2  | Germania (bandiera) | D     | Gunther Metz      |
| 3  | Germania (bandiera) | D     | Burkhard Reich    |
| 4  | Germania (bandiera) | D     | Michael Wittwer   |
| 7  | Germania (bandiera) | D     | Dirk Schuster     |
| 14 | Germania (bandiera) | A     | Eberhard Carl     |
| 16 | Germania (bandiera) | D     | Jens Nowotny      |
| 22 | Germania (bandiera) | P     | Thomas Walter     |
|    | Germania (bandiera) | P     | Alexander Famulla |
|    | Germania (bandiera) | P     | Oliver Kahn       |
|    | Germania (bandiera) | P     | Oliver Schneider  |
|    | Germania (bandiera) | D     | Ralph Bany        |
|    | Croazia (bandiera)  | D     | Srećko Bogdan     |
|    | Germania (bandiera) | D     | Marc Rapp         |
|    | Germania (bandiera) | D     | Oliver Westerbeek |

| N. |                     | Ruolo | Calciatore         |
| -- | ------------------- | ----- | ------------------ |
|    | Germania (bandiera) | C     | Matthias Fritz     |
|    | Germania (bandiera) | C     | Michael Harforth   |
|    | Germania (bandiera) | C     | Michael Merx       |
|    | Germania (bandiera) | C     | Wolfgang Rolff     |
|    | Germania (bandiera) | C     | Lars Schmidt       |
|    | Germania (bandiera) | C     | Mehmet Scholl      |
|    | Germania (bandiera) | C     | Rainer Schütterle  |
|    | Germania (bandiera) | A     | Arno Glesius       |
|    | Germania (bandiera) | A     | Helmut Hermann     |
|    | Germania (bandiera) | A     | Rainer Krieg       |
|    | Germania (bandiera) | A     | Stefan Mees        |
|    | Germania (bandiera) | A     | Peter Reichert     |
|    | Russia (bandiera)   | A     | Valerij Šmarov     |
|    | Germania (bandiera) | A     | Guido Streichsbier |

## Organigramma societario
Area tecnica
- Allenatore: Winfried Schäfer
- Allenatore in seconda:
- Preparatore dei portieri:
- Preparatori atletici:

## Calciomercato

### Sessione estiva
| Acquisti | Acquisti       | Acquisti               | Acquisti |
| R.       | Nome           | da                     | Modalità |
| -------- | -------------- | ---------------------- | -------- |
| D        | Dirk Schuster  | Eintracht Braunschweig |          |
| C        | Matthias Fritz | VfB Gaggenau           |          |
| A        | Rainer Krieg   | SV Bernbach            |          |
| D        | Burkhard Reich | BFC Dynamo             |          |
| C        | Wolfgang Rolff | Uerdingen 05           |          |
| A        | Valerij Šmarov | Spartak Mosca          |          |
| P        | Thomas Walter  | Stoccarda II           |          |

| Cessioni | Cessioni       | Cessioni         | Cessioni |
| R.       | Nome           | a                | Modalità |
| -------- | -------------- | ---------------- | -------- |
| C        | Geovani Silva  | Vasco da Gama    |          |
| D        | Oliver Kreuzer | Bayern Monaco    |          |
| D        | Jenner Külbag  | Karlsruhe II     |          |
| C        | Matthias Lust  | Waldhof Mannheim |          |
| D        | Thomas Süss    | Wehen Wiesbaden  |          |

### Sessione invernale
| Acquisti | Acquisti | Acquisti | Acquisti |
| R.       | Nome     | da       | Modalità |
| -------- | -------- | -------- | -------- |

| Cessioni | Cessioni | Cessioni | Cessioni |
| R.       | Nome     | a        | Modalità |
| -------- | -------- | -------- | -------- |

## Risultati

### Bundesliga

#### Girone di andata
| Arbitro: | Harder |

|                       |           |                            |
| Hermann 2’ Scholl 77’ | Marcatori | 22’ Chapuisat 82’ Breitzke |

| Arbitro: | Habermann |

|            |           |  |
| Walter 58’ | Marcatori |  |

| Arbitro: | Theobald |

|                       |           |  |
| Schmidt 12’ Rolff 35’ | Marcatori |  |

| Arbitro: | Fröhlich |

|                   |           |                |
| Schupp 47’ (rig.) | Marcatori | 31’ Schütterle |

| Karlsruhe 24 agosto 1991, ore 15:30 CEST 5ª giornata | Karlsruhe | 0 – 0 referto | Bayer Leverkusen | Wildparkstadion (16 000 spett.)\| Arbitro: \| Dellwing \| |
| Arbitro:                                             | Dellwing  |               |                  |                                                           |

| Arbitro: | Strampe |

|                                            |           |                                    |
| Tönnies 10’, 12’, 15’, 39’, 68’ Lienen 28’ | Marcatori | 30’ (aut.) Gielchen 65’ Schütterle |

| Arbitro: | Prengel |

|            |           |                |
| Moutas 39’ | Marcatori | 21’ Schütterle |

| Arbitro: | Aust |

|                            |           |           |
| Schmidt 43’ Schütterle 55’ | Marcatori | 45’ Rufer |

| Arbitro: | Krug |

|             |           |                       |
| Schlünz 84’ | Marcatori | 50’ Rolff 87’ Wittwer |

| Arbitro: | Kasper |

|            |           |                                                  |
| Šmarov 13’ | Marcatori | 17’, 38’ Allofs 63’ Demandt 82’ Schreier 83’ Hey |

| Arbitro: | Berg |

|                                         |           |             |
| Schlipper 49’ Luginger 68’ Borodjuk 82’ | Marcatori | 34’ Hermann |

| Arbitro: | Mierswa |

|                |           |  |
| Schütterle 57’ | Marcatori |  |

| Arbitro: | Assenmacher |

|           |           |                                  |
| Milde 74’ | Marcatori | 34’ Reichert 45’, 90’ Schütterle |

| Arbitro: | Steinborn |

|  |           |                |
|  | Marcatori | 85’ Littbarski |

| Arbitro: | Weber |

|                                          |           |  |
| Funkel 32’ (rig.) Witeczek 43’ Hotić 62’ | Marcatori |  |

| Arbitro: | Ziller |

|                                        |           |         |
| Schütterle 2’, 4’ Rolff 86’ Scholl 88’ | Marcatori | 57’ Eck |

| Arbitro: | Aust |

|            |           |           |
| Yeboah 82’ | Marcatori | 51’ Reich |

| Arbitro: | Krug |

|          |           |  |
| Carl 66’ | Marcatori |  |

| Arbitro: | Strigel |

|              |           |  |
| Effenberg 8’ | Marcatori |  |

#### Girone di ritorno
| Arbitro: | Stenzel |

|             |           |  |
| Povlsen 42’ | Marcatori |  |

| Karlsruhe 7 dicembre 1991, ore 15:30 CET 21ª giornata | Karlsruhe | 0 – 0 referto | Stoccarda | Wildparkstadion (18 000 spett.)\| Arbitro: \| Führer \| |
| Arbitro:                                              | Führer    |               |           |                                                         |

| Arbitro: | Malbranc |

|           |           |  |
| Dahlin 7’ | Marcatori |  |

| Arbitro: | Wiesel |

|             |           |                              |
| Glesius 78’ | Marcatori | 17’ Buckmaier 66’ Tschiskale |

| Arbitro: | Fröhlich |

|                  |           |  |
| Kirsten 71’, 76’ | Marcatori |  |

| Arbitro: | Merk |

|                      |           |                            |
| Šmarov 42’ Rolff 88’ | Marcatori | 72’ Struckmann 86’ Bremser |

| Arbitro: | Weber |

|                                        |           |          |
| Metz 7’ (rig.) Schütterle 26’ Carl 40’ | Marcatori | 69’ Keim |

| Brema 7 marzo 1992, ore 15:30 CET 27ª giornata | Werder Brema | 0 – 0 referto | Karlsruhe | Weserstadion (12 100 spett.)\| Arbitro: \| Ziller \| |
| Arbitro:                                       | Ziller       |               |           |                                                      |

| Arbitro: | Prengel |

|                       |           |           |
| Šmarov 31’ Scholl 52’ | Marcatori | 17’ Spies |

| Arbitro: | Heynemann |

|                     |           |                           |
| Rahn 19’ Allofs 72’ | Marcatori | 16’, 83’ Šmarov 54’ Reich |

| Arbitro: | Albrecht |

|         |           |  |
| Carl 1’ | Marcatori |  |

| Arbitro: | Krug |

|                       |           |  |
| Melzig 78’ Zander 90’ | Marcatori |  |

| Arbitro: | Schmidhuber |

|          |           |             |
| Carl 12’ | Marcatori | 23’ Wegmann |

| Arbitro: | Wiesel |

|                |           |                               |
| Giske 47’, 56’ | Marcatori | 26’ Rolff 36’ Krieg 64’ Reich |

| Arbitro: | Löwer |

|                            |           |            |
| Funkel 34’ (aut.) Metz 90’ | Marcatori | 73’ Scherr |

| Arbitro: | Habermann |

|  |           |           |
|  | Marcatori | 12’ Fritz |

| Arbitro: | Osmers |

|  |           |                        |
|  | Marcatori | 16’ Yeboah 66’ Gründel |

| Arbitro: | Theobald |

|          |           |                      |
| Wück 61’ | Marcatori | 76’ Scholl 82’ Krieg |

| Arbitro: | Prengel |

|                                |           |  |
| Šmarov 57’ Reich 69’ Krieg 74’ | Marcatori |  |

### Coppa di Germania
| Arbitro: | Dardenne |

|  |           |                         |
|  | Marcatori | 73’ Reichert 80’ Scholl |

| Arbitro: | Führer |

|  |           |              |
|  | Marcatori | 79’ Harforth |

| Arbitro: | Richmann |

|  |           |                       |
|  | Marcatori | 31’ (rig.) Schütterle |

| Arbitro: | Löwer |

|            |           |  |
| Kuhlmey 1’ | Marcatori |  |

## Statistiche

### Statistiche di squadra
| Competizione      | Punti | In casa | In casa | In casa | In casa | In casa | In casa | In trasferta | In trasferta | In trasferta | In trasferta | In trasferta | In trasferta | Totale | Totale | Totale | Totale | Totale | Totale | DR |
| Competizione      | Punti | G       | V       | N       | P       | Gf      | Gs      | G            | V            | N            | P            | Gf           | Gs           | G      | V      | N      | P      | Gf     | Gs     | DR |
| ----------------- | ----- | ------- | ------- | ------- | ------- | ------- | ------- | ------------ | ------------ | ------------ | ------------ | ------------ | ------------ | ------ | ------ | ------ | ------ | ------ | ------ | -- |
| Bundesliga        | 41    | 19      | 10      | 5       | 4       | 28      | 20      | 19           | 6            | 4            | 9            | 20           | 30           | 38     | 16     | 9      | 13     | 48     | 50     | -2 |
| Coppa di Germania | -     | 0       | 0       | 0       | 0       | 0       | 0       | 4            | 3            | 0            | 1            | 4            | 1            | 4      | 3      | 0      | 1      | 4      | 1      | +3 |
| Totale            | 41    | 19      | 10      | 5       | 4       | 28      | 20      | 23           | 9            | 4            | 10           | 24           | 31           | 42     | 19     | 9      | 14     | 52     | 51     | +1 |

### Andamento in campionato
| Giornata  | 1 | 2  | 3 | 4 | 5  | 6  | 7  | 8  | 9  | 10 | 11 | 12 | 13 | 14 | 15 | 16 | 17 | 18 | 19 | 20 | 21 | 22 | 23 | 24 | 25 | 26 | 27 | 28 | 29 | 30 | 31 | 32 | 33 | 34 | 35 | 36 | 37 | 38 |
| --------- | - | -- | - | - | -- | -- | -- | -- | -- | -- | -- | -- | -- | -- | -- | -- | -- | -- | -- | -- | -- | -- | -- | -- | -- | -- | -- | -- | -- | -- | -- | -- | -- | -- | -- | -- | -- | -- |
| Luogo     | C | T  | C | T | C  | T  | T  | C  | T  | C  | T  | C  | T  | C  | T  | C  | T  | C  | T  | T  | C  | T  | C  | T  | C  | C  | T  | C  | T  | C  | T  | C  | T  | C  | T  | C  | T  | C  |
| Risultato | N | P  | V | N | N  | P  | N  | V  | V  | P  | P  | V  | V  | P  | P  | V  | N  | V  | P  | P  | N  | P  | P  | P  | N  | V  | N  | V  | V  | V  | P  | N  | V  | V  | V  | P  | V  | V  |
| Posizione | 7 | 14 | 8 | 9 | 10 | 15 | 15 | 13 | 10 | 13 | 13 | 13 | 10 | 12 | 14 | 12 | 11 | 10 | 13 | 13 | 12 | 13 | 15 | 15 | 15 | 15 | 14 | 12 | 10 | 9  | 9  | 9  | 9  | 9  | 8  | 9  | 8  | 8  |

Legenda:

Luogo: C = Casa; T = Trasferta. Risultato: V = Vittoria; N = Pareggio; P = Sconfitta.

### Statistiche dei giocatori
| Giocatore       | Bundesliga | Bundesliga | Bundesliga  | Bundesliga | Coppa di Germania | Coppa di Germania | Coppa di Germania | Coppa di Germania | Totale   | Totale | Totale      | Totale     |
| Giocatore       | Presenze   | Reti       | Ammonizioni | Espulsioni | Presenze          | Reti              | Ammonizioni       | Espulsioni        | Presenze | Reti   | Ammonizioni | Espulsioni |
| --------------- | ---------- | ---------- | ----------- | ---------- | ----------------- | ----------------- | ----------------- | ----------------- | -------- | ------ | ----------- | ---------- |
| R. Bany         | 3          | 0          | 0           | 0          | 1                 | 0                 | 0                 | 0                 | 4        | 0      | 0           | 0          |
| S. Bogdan       | 34         | 0          | 4           | 1          | 4                 | 0                 | 1                 | 0                 | 38       | 0      | 5           | 1          |
| E. Carl         | 32         | 4          | 12          | 0          | 3                 | 0                 | 0                 | 0                 | 35       | 4      | 12          | 0          |
| A. Famulla      | 1          | 0          | 0           | 0          | 2                 | 0                 | 0                 | 0                 | 3        | 0      | 0           | 0          |
| M. Fritz        | 11         | 1          | 1           | 0          | 0                 | 0                 | 0                 | 0                 | 11       | 1      | 1           | 0          |
| A. Glesius      | 2          | 1          | 1           | 0          | 0                 | 0                 | 0                 | 0                 | 2        | 1      | 1           | 0          |
| M. Harforth     | 25         | 0          | 4           | 0          | 4                 | 1                 | 0                 | 0                 | 29       | 1      | 4           | 0          |
| H. Hermann      | 14         | 2          | 1           | 1          | 3                 | 0                 | 0                 | 0                 | 17       | 2      | 1           | 1          |
| O. Kahn         | 37         | 0          | 2           | 0          | 2                 | 0                 | 0                 | 0                 | 39       | 0      | 2           | 0          |
| R. Krieg        | 7          | 3          | 1           | 0          | 0                 | 0                 | 0                 | 0                 | 7        | 3      | 1           | 0          |
| S. Mees         | 5          | 0          | 0           | 0          | 0                 | 0                 | 0                 | 0                 | 5        | 0      | 0           | 0          |
| M. Merx         | 0          | 0          | 0           | 0          | 0                 | 0                 | 0                 | 0                 | 0        | 0      | 0           | 0          |
| G. Metz         | 38         | 2          | 6           | 0          | 4                 | 0                 | 1                 | 0                 | 42       | 2      | 7           | 0          |
| J. Nowotny      | 4          | 0          | 1           | 0          | 0                 | 0                 | 0                 | 0                 | 4        | 0      | 1           | 0          |
| M. Rapp         | 6          | 0          | 0           | 0          | 0                 | 0                 | 0                 | 0                 | 6        | 0      | 0           | 0          |
| B. Reich        | 31         | 4          | 5           | 0          | 2                 | 0                 | 1                 | 1                 | 33       | 4      | 6           | 1          |
| P. Reichert     | 10         | 1          | 1           | 0          | 2                 | 1                 | 0                 | 0                 | 12       | 2      | 1           | 0          |
| W. Rolff        | 37         | 5          | 8           | 0          | 3                 | 0                 | 0                 | 0                 | 40       | 5      | 8           | 0          |
| L. Schmidt      | 36         | 2          | 10          | 0          | 4                 | 0                 | 1                 | 0                 | 40       | 2      | 11          | 0          |
| O. Schneider    | 0          | 0          | 0           | 0          | 0                 | 0                 | 0                 | 0                 | 0        | 0      | 0           | 0          |
| M. Scholl       | 28         | 4          | 5           | 0          | 2                 | 1                 | 1                 | 0                 | 30       | 5      | 6           | 0          |
| D. Schuster     | 30         | 0          | 5           | 0          | 4                 | 0                 | 1                 | 0                 | 34       | 0      | 6           | 0          |
| R. Schütterle   | 31         | 10         | 3           | 0          | 4                 | 1                 | 0                 | 0                 | 35       | 11     | 3           | 0          |
| V. Šmarov       | 31         | 6          | 3           | 0          | 3                 | 0                 | 0                 | 0                 | 34       | 6      | 3           | 0          |
| G. Streichsbier | 0          | 0          | 0           | 0          | 0                 | 0                 | 0                 | 0                 | 0        | 0      | 0           | 0          |
| T. Walter       | 0          | 0          | 0           | 0          | 0                 | 0                 | 0                 | 0                 | 0        | 0      | 0           | 0          |
| O. Westerbeek   | 10         | 0          | 2           | 0          | 2                 | 0                 | 0                 | 0                 | 12       | 0      | 2           | 0          |
| M. Wittwer      | 13         | 1          | 2           | 0          | 2                 | 0                 | 0                 | 0                 | 15       | 1      | 2           | 0          |